# Досиетата Х (сезон 1)
Първият сезон на научнофантастичния телевизионен сериал „Досиетата Х“ започва да се излъчва по мрежата на Fox в Съединените щати на 10 септември 1993 г. и завършва по същия канал на 13 май 1994 г., след излъчени всички 24 епизода.
Първият сезон представя главните герои от поредицата – Фокс Мълдър и Дейна Скъли, които са изиграни съответно от Дейвид Духовни и Джилиън Андерсън, и второстепенните герои Дълбокото гърло, Уолтър Скинър и Пушача. Сезонът показва основната концепция на сериала, която се върти около разследването на паранормални или свръхестествени случаи, известни като „Досиета Х“ на Федералното бюро за разследване. Също започва да поставя основите на всеобхватната митология на поредицата.
Първоначално повлиян от „Колчак: Нощният преследвач“ и „Зоната на здрача“, създателят на поредицата Крис Картър, два пъти поставя идеята за сериала на Fox, преди да бъде приета. Сезонът бързо набира популярност, като рейтингите се увеличават непрекъснато, и привлича като цяло положителни отзиви от критиците и медиите.

## Концепция и теми
Въпреки че Картър първоначално замисля сериала въз основа на влиянието на „Колчак“ и „Зоната на здрача“, той заявява, че „точката на идеите“ за цялостната концепция на поредицата идва от знанието за НЛО. След като е запознат с творбите на Джон Е. Мак – особено изследване на Мак, което съобщава, че 3% от американците твърдят, че са били отвлечени от извънземни, Картър смята, че е намерил централната си тема. Решено е, че сериала ще се съсредоточи върху ФБР, за да се избегне нещо, което Картър вижда като провал в Колчак, при което мистериозните събития непрекъснато ще се случват и случайно ще бъдат разкрити от един и същ характер – чрез създаване на измислен отдел от ФБР, който активно разкрива тези паранормални случаи, смята се, че сериала ще бъде „устойчив седмица след седмица, без да надхвърля параметрите на доверието“. В началото на етапа на планиране, Картър си мисли, че значителна част от епизодите ще се занимават с разследвания, които разкриват измами или случаи, които погрешно са разглеждани като паранормални. Въпреки че това решение никога не се изпълнява, епизодът от третия сезон Jose Chung's From Outer Space може да се разглежда като такова.
Сериала се върти около двата си главни героя, които са дефинирани в началото на концепцията като „вярващ“ и „скептик“. От тях, „вярващият“, Фокс Мълдър, е създаден с лична мотивация, определяща характера, включваща изчезването на по-малката му сестра по време на детството му, което според него е резултат от отвличане от извънземни. Създаването на „скептика“, Дейна Скъли, е повлияно от представянето на Джоди Фостър в „Мълчанието на агнетата“, което кара екипа да реши, че характерът трябва да изглежда „истински“, за разлика от типа „бомба“, за който студиото се надява преди.

## Роли

### Главни
- Дейвид Духовни – специален агент Фокс Мълдър
- Джилиън Андерсън – специален агент Дейна Скъли

### Второстепенни
- Джери Хардин – Дълбоко гърло
- Уилям Б. Дейвис – Пушача
- Дъг Хъчисън – Юджийн Виктор Томс
- Чарлс Сиофи – Скот Блевис
- Мич Пиледжи – Уолтър Скинър
- Брус Харууд – Джон Байърс
- Том Брейдууд – Мелвин Фрохайк
- Дийн Хаглунд – Ричард Лангли
- Закари Ансли – Били Майлс
- Скот Белис – Макс Фениг
- Дон С. Дейвис – Уилям Скъли
- Линдзи Гинтър – Мъж в черно
- Сара Коскоф – Тереза Неман
- Шейла Ларкен – Маргарет Скъли

## Епизоди
| № | #  | Заглавие             | Режисура         | Сценарий                    | Първо излъчване      | Първо излъчване      | Рейтинг (в милиони) |
| --- | -- | -------------------- | ---------------- | --------------------------- | -------------------- | -------------------- | ------------------- |
| 1 | 1  | Pilot                | Робърт Мандъл    | Крис Картър                 | 10 септември 1993 г. | 10 септември 1993 г. | 12.0                |
| Агент Дейна Скъли (Джилиън Андерсън) е назначена да работи с агент Фокс Мълдър (Дейвид Духовни) по „Досиетата Х“ в опит да развенчаят работата му върху паранормалното. Първият им случай ги кара да разследват очевидни отвличания от извънземни. Мъж в будна кома, Били Майлс, отвежда съучениците си, включително Тереза Неман, в гората, където ги убива в ярка светлина.                                                                |    |                      |                  |                             |                      |                      |                     |
| 2 | 2  | Deep Throat          | Даниъл Закхайм   | Крис Картър                 | 17 септември 1993 г. | 17 септември 1993 г. | 11.1                |
| Мълдър и Скъли пътуват до Айдахо, за да разследват изчезването на военен пилот. Те наблюдават необичайна въздушна дейност, което кара Мълдър да обяви съществуването на правителствен заговор. Той се промъква във военната база и е осветен от един НЛО, но е заловен от войници и паметта му е изтрита, преди да бъде освободен. |    |                      |                  |                             |                      |                      |                     |
| 3 | 3  | Squeeze              | Хари Лонгстрийт  | Глен Моргън и Джеймс Уонг   | 24 септември 1993 г. | 24 септември 1993 г. | 11.1                |
| Мълдър и Скъли разследват поредица от убийства, където изглежда, че няма никакви следи от влизането и бягството на убиеца. Юджийн Виктор Томс (Дъг Хъчисън), привидно нормален портиер, е подозиран от Мълдър за мутант, който убива жертвите си и изяжда черния им дроб, за да удължи живота си. |    |                      |                  |                             |                      |                      |                     |
| 4 | 4  | Conduit              | Даниъл Закхайм   | Алекс Ганса и Хауърд Гордън | 1 октомври 1993 г.   | 1 октомври 1993 г.   | 9.2                 |
| Тъй като шефът на отдела, Скот Блевинс (Чарлс Сиуфи) изразява загрижеността си по отношение на ръководството на „Досиетата Х“, Мълдър е обсебен от решаването на случай, който е близък до срещата, която той преживява като дете, когато неговата сестра Саманта е отвлечена. |    |                      |                  |                             |                      |                      |                     |
| 5 | 5  | The Jersey Devil     | Джо Наполитано   | Крис Картър                 | 8 октомври 1993 г.   | 8 октомври 1993 г.   | 10.4                |
| Убийството на бездомник, което е много сходно с убийство, извършено през 1947 г., води Мълдър и Скъли до легендарния човек-звяр Дявола от Джърси (Клеър Стансфийлд), живеещ в горите около Атлантик Сити. |    |                      |                  |                             |                      |                      |                     |
| 6 | 6  | Shadows              | Майкъл Катълман  | Глен Морган и Джеймс Уонг   | 22 октомври 1993 г.  | 22 октомври 1993 г.  | 8.8                 |
| Когато невидима сила извършва няколко убийства, на които присъства млада жена, Мълдър подозира, че духът на бившия шеф на жената, за който се смята, че е извършил самоубийство, но всъщност е убит, я защитава от нейния бизнес партньор. |    |                      |                  |                             |                      |                      |                     |
| 7 | 7  | Ghost in the Machine | Джерълд Фрийдман | Алекс Ганса и Хауърд Гордън | 29 октомври 1993 г.  | 29 октомври 1993 г.  | 9.5                 |
| Компютър със силно напреднал изкуствен интелект започва да убива, за да запази своето съществуване, когато се смята за твърде неефективен в контролирането на работата на офис сграда. |    |                      |                  |                             |                      |                      |                     |
| 8 | 8  | Ice                  | Дейвид Нътър     | Глен Моргън и Джеймс Уонг   | 5 ноември 1993 г.    | 5 ноември 1993 г.    | 10.0                |
| Когато арктически изследователски екип мистериозно се избиват по между си, само няколко дни след като проникват дълбоко в леда на Аляска, Мълдър и Скъли придружават екип от лекари и учени, които да разследват. Те откриват организъм, който заразява живите същества и усилва чувството на гняв и параноя в тях. |    |                      |                  |                             |                      |                      |                     |
| 9 | 9  | Space                | Уилям Греъм      | Крис Картър                 | 12 ноември 1993 г.   | 12 ноември 1993 г.   | 10.7                |
| Тайнствена сила саботира космическа програма, а командира на някогашен екип твърди, че е видял извънземен в космоса, докато гледа Марс от земната орбита. Така нареченият „извънземен“ се връща на Земята с него, за да го измъчва, и да разруши новата му космическа програма. |    |                      |                  |                             |                      |                      |                     |
| 10 | 10 | Fallen Angel         | Лари Шоу         | Алекс Ганса и Хауърд Гордън | 19 ноември 1993 г.   | 19 ноември 1993 г.   | 8.8                 |
| Мълдър поставя в опасност бъдещето на „Досиетата Х“, когато се отправя към мястото на катастрофа на НЛО, което бързо е прикрито от военните. Той е арестуван и докато е в затвора, среща Макс Фениг (Скот Белис), изследовател на НЛО, чиято група NICAP следи работата на Мълдър по досиетата. |    |                      |                  |                             |                      |                      |                     |
| 11 | 11 | Eve                  | Фред Гербър      | Кенет Билър и Крис Бранкато | 10 декември 1993 г.  | 10 декември 1993 г.  | 10.4                |
| Когато двама бащи на противоположните страни на САЩ са необяснимо убити по едно и също време, точно по същия начин, Мълдър и Скъли откриват, че техните 8-годишни дъщери са съвършени близнаци и са създадени по евгеничен проект от 1950-те години, който прави клонирани момчета и момичета на име Адам и Ева, които имат повишена сила и интелигентност, но са склонни към психотично поведение.                                          |    |                      |                  |                             |                      |                      |                     |
| 12 | 12 | Fire                 | Лари Шоу         | Крис Картър                 | 17 декември 1993 г.  | 17 декември 1993 г.  | 11.1                |
| Мълдър разследва смъртта на британски аристократ по молба на стара приятелка от Оксфорд. Сесил Л'Ивели е пирокинетик – той има способността да пали огън с ума си. |    |                      |                  |                             |                      |                      |                     |
| 13 | 13 | Beyond the Sea       | Дейвид Нътър     | Глен Моргън и Джеймс Уонг   | 7 януари 1994 г.     | 7 януари 1994 г.     | 10.8                |
| Затворник със смъртна присъда на име Лутър Лий Богс твърди, че е медиум и може да доведе Мълдър до сериен убиец, в замяна на по-смекчена присъда в затвора. Ролите на агентите са обърнати в този епизод, като Мълдър се съмнява в твърдението на Богс, а Скъли му вярва, след като ѝ казва, че може да общува чрез него с баща си, който е починал.                                                                                         |    |                      |                  |                             |                      |                      |                     |
| 14 | 14 | Gender Bender        | Роб Бауман       | Лари Барбър и Пол Барбър    | 21 януари 1994 г.    | 21 януари 1994 г.    | 11.1                |
| Поредица от идентични сексуални убийства, в които убиецът изглежда както мъж, така и жена, привлича Мълдър и Скъли в общност от подобни на Амиши хора, които може би са от извънземен произход. |    |                      |                  |                             |                      |                      |                     |
| 15 | 15 | Lazarus              | Дейвид Нътър     | Алекс Ганса и Хауърд Гордън | 4 февруари 1994 г.   | 4 февруари 1994 г.   | 12.1                |
| Когато агентът на ФБР Джак Уилис и обирджията на банка Уорън Дюпре са застреляни по едно и също време, по време на опит за грабеж, Дюпре умира, а Уилис е съживен. Когато Уилис излиза от болницата и започва да се държи странно, Мълдър заключава, че съзнанието на Дюпре се е прехвърлило в тялото на Уилис. |    |                      |                  |                             |                      |                      |                     |
| 16 | 16 | Young at Heart       | Майкъл Ландж     | Скот Кауфър и Крис Картър   | 11 февруари 1994 г.  | 11 февруари 1994 г.  | 11.5                |
| Психотичен престъпник от един от последните случаи на Мълдър – Джон Барнет – се връща, за да си отмъсти на Мълдър за задържането му. Преди освобождаването на Барнет, изчезнал лекар намира начин да обърне процеса на стареене – използвайки Барнет за своя опитна мишка. Мълдър и Скъли се втурват да хванат сега непознатия млад Барнет, преди той да изпълни заканата си да убие всички близки на Мълдър.                                |    |                      |                  |                             |                      |                      |                     |
| 17 | 17 | E.B.E.               | Уилям Греъм      | Глен Морган и Джеймс Уонг   | 18 февруари 1994 г.  | 18 февруари 1994 г.  | N/A                 |
| Мълдър и Скъли получават информация от Дълбокото гърло за НЛО, който е бил свален над Ирак и е тайно транспортиран до САЩ. Въпреки това, Дълбокото гърло умишлено заблуждава агентите, за да им попречи да открият истината. Представени са Самотните стрелци (Брус Харвуд, Дийн Хаглунд и Том Брейдууд). |    |                      |                  |                             |                      |                      |                     |
| 18 | 18 | Miracle Man          | Майкъл Ландж     | Крис Картър и Хауърд Гордън | 18 март 1994 г.      | 18 март 1994 г.      | 11.6                |
| Мълдър и Скъли пътуват до Тенеси, за да разследват „Служение на чудото“ и неговата звездна атракция – млад мъж със способността да лекува хората с докосването си – докато човек умира скоро след като е бил излекуван. |    |                      |                  |                             |                      |                      |                     |
| 19 | 19 | Shapes               | Дейвид Нътър     | Мерилин Озбърн              | 1 април 1994 г.      | 1 април 1994 г.      | 11.5                |
| Мълдър и Скъли се отправят към индиански резерват в северозападната част на щата Монтана, за да разследват случай на убийство, за което Мълдър смята, че може да е свързано с първото досие Х, създадено някога във ФБР, и основната му тема: ликантропия. |    |                      |                  |                             |                      |                      |                     |
| 20 | 20 | Darkness Falls       | Джо Наполитано   | Крис Картър                 | 15 април 1994 г.     | 15 април 1994 г.     | 12.5                |
| Мълдър и Скъли пътуват до отдалечен район на националния парк на щата Вашингтон, след като изчезва цяла група от 30 дървосекачи. Скоро те откриват, че буболечки убийци, които спят от векове, са били събудени. |    |                      |                  |                             |                      |                      |                     |
| 21 | 21 | Tooms                | Дейвид Нътър     | Глен Морган и Джеймс Уонг   | 22 април 1994 г.     | 22 април 1994 г.     | 13.4                |
| Томс е освободен от психиатричната клиника, в който е затворен за нападение над Скъли. Той трябва да убие още веднъж, за да получи последния черен дроб, който ще му позволи да започне хибернация за още 30 години. Мълдър и Скъли се надпреварват с времето, за да открият доказателства за участието на Томс в убийствата от миналото, преди да изчезне отново. За първи път се появява заместник-директорът Уолтър Скинър (Мич Пиледжи). |    |                      |                  |                             |                      |                      |                     |
| 22 | 22 | Born Again           | Джерълд Фрийдман | Алекс Ганса и Хауърд Гордън | 29 април 1994 г.     | 29 април 1994 г.     | 13.7                |
| След като детектив и бившият му партньор умират при необясними обстоятелства, инцидентите са свързани с малко момиче, което е било свидетел и на двата смъртни случая, а Мълдър смята, че тя може да бъде прераждането на полицай, убит от колегите му. |    |                      |                  |                             |                      |                      |                     |
| 23 | 23 | Roland               | Дейвид Нътър     | Крис Рупентал               | 6 май 1994 г.        | 6 май 1994 г.        | 12.5                |
| Агенти Мълдър и Скъли разследват поредица от убийства в Mahan Propulsion Laboratory, тъй като екип от учени умира един по един и единственият заподозрян е чистач с умствени увреждания на име Роланд. |    |                      |                  |                             |                      |                      |                     |
| 24 | 24 | The Erlenmeyer Flask | Р. У. Гудуин     | Крис Картър                 | 13 май 1994 г.       | 13 май 1994 г.       | 14.0                |
| На пръв поглед преследване с кола води Мълдър и Скъли до научна лаборатория, обхващаща тайна, която може да докаже заговор на правителството. |    |                      |                  |                             |                      |                      |                     |

## Рейтинг
От самото начало оценките за сериала са добри, като първият епизод е гледан от 7,4 милиона домакинства, което представлява 15% от зрителската аудитория по онова време. Най-малко гледан е епизода „Fallen Angel“ – само от 5.1 милиона домакинства. Въпреки това, след излъчването на епизода, цифрите започват да нарастват отново, достигайки връх за сезона с „The Erlenmeyer Flask“, който е гледан от 8,3 милиона домакинства, 16% от наличната аудитория. В края на телевизионния сезон 1993 – 1994 г., „Досиетата Х“ се класира на 105-о място от 128 предавания. Рейтингите не са зрелищни, но сериала привлича достатъчно фенове, за да бъде класифициран като „култов хит“, особено по стандартите на Fox, и впоследствие е подновен за втори сезон.